# Sœurs Pekinel

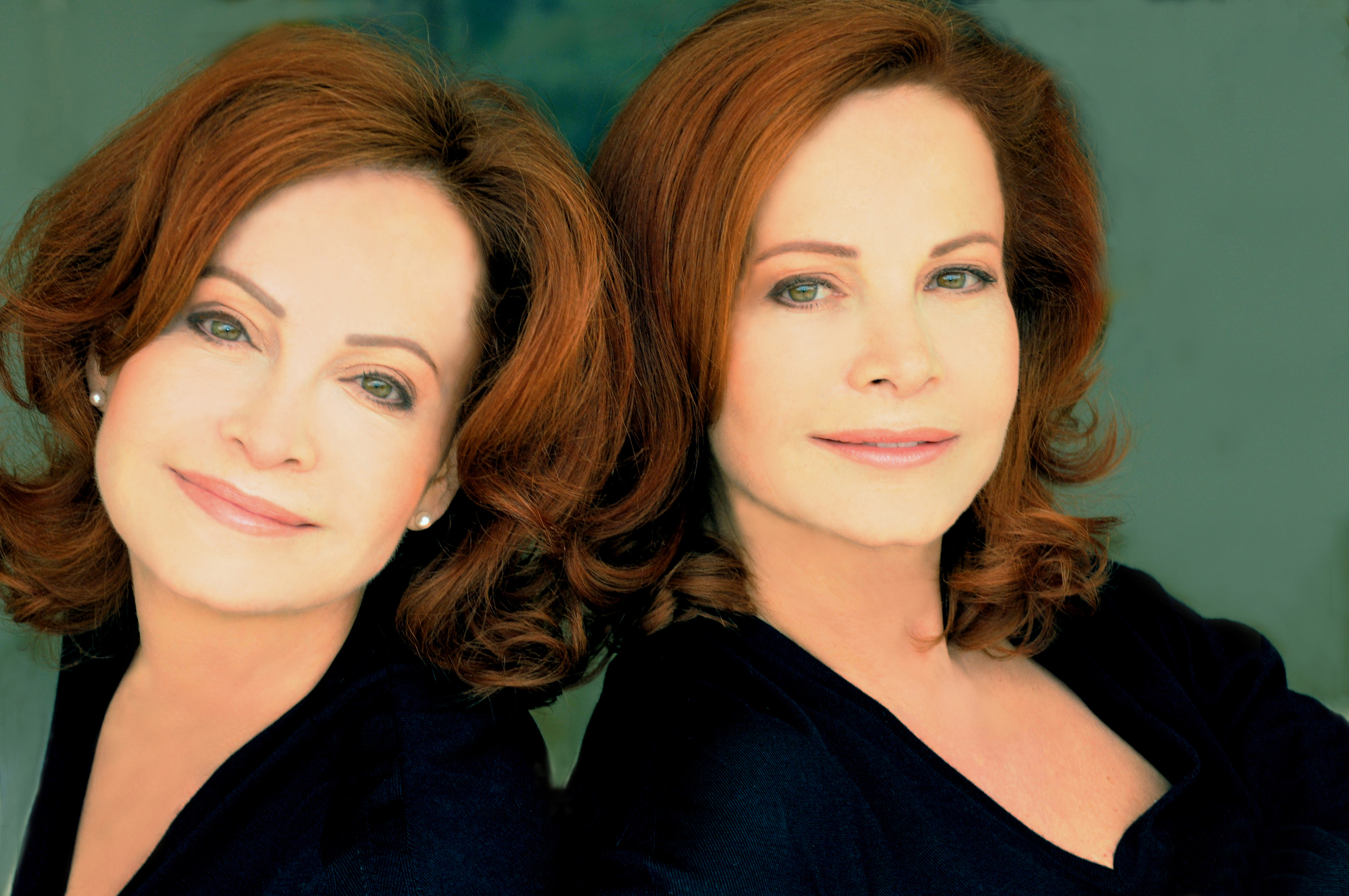
Güher et Süher Pekinel

Güher Pekinel et Süher Pekinel, nées le 29 mars 1953 à Istanbul, sont deux pianistes turques jumelles se produisant le plus souvent en duo.
Le gouvernement turc les a honorées en 1991 du titre de Devlet Sanatçısı (littéralement « Artiste d'État » ou « Artiste National »), une distinction rarement accordée. Les chaînes de télévision franco-allemande  Arte, allemande ARD et turque ATV leur ont chacune consacré des documentaires d'une heure.

## Biographie
(décembre 2016).

## Répertoire
(décembre 2016).